# 민전갱이
민전갱이는 농어목 전갱이과의 바닷물고기이다.

## 특징

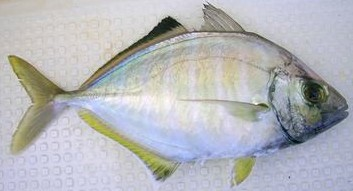

몸의 길이는 약 50cm이다. 몸은 타원형이며 옆으로 납작하고 동쪽 가장자리는 완만하게 구부러져 있다. 주둥이는 짧고 둔하다. 양 턱에는 각각 1줄의 이빨이 있다. 아래턱과 배지느러미 기부까지 비늘이 없다. 미병부에는 23~40개의 모비늘이 발달해 있다. 꼬리지느러미는 가랑이형이다. 몸은 전체적으로 흑갈색을 띠며 배쪽으로 갈수록 담갈색을 띤다. 암갈색의 가로띠가 5~6줄 있다.